# Voïvodie de Bielsko-Biała
La voïvodie dde Bielsko-Biała (en polonais Województwo bielskie) était une unité de division administrative et un gouvernement local de Pologne entre 1975 et 1998.
En 1999, son territoire est intégré dans la Voïvodie de Silésie et la Voïvodie de Petite-Pologne.
Sa capitale était Bielsko-Biała.

## Villes
Population au 31 décembre 1998 :
| - Bielsko-Biała – 180 300 - Oświęcim – 43 900 - Cieszyn – 37 600 - Żywiec – 32 400 - Andrychów – 23 000 - Wadowice – 19 500 - Kęty – 19 500 - Ustroń – 15 900 - Skoczów – 15 800 | - Wisła – 11 800 - Sucha Beskidzka – 9 900 - Chełmek – 9 400 - Maków Podhalański – 5 900 - Szczyrk – 5 600 - Kalwaria Zebrzydowska – 4 500 - Zator – 3 600 - Strumień – 3 400 - Wilamowice – 2 800 |

## Bureaux de district
Sur la base de la loi du 22 mars 1990, les autorités locales de l'administration publique générale,ont créé 4 régions administratives associant plusieurs municipalités.
- Bielsko-Biała – (Bielsko-Biała, Szczyrk, Wilamowice, gmina Buczkowice, gmina Jasienica, gmina Kozy, gmina Porąbka, gmina Wilamowice et gmina Wilkowice)
- Cieszyn – (Cieszyn, Skoczów, Strumień, Ustroń, Wisła, gmina Brenna, gmina Chybie, gmina Dębowiec, Goleszów, Hażlach, Istebna, Skoczów et gmina Strumień)
- Oświęcim – (Chełmek, Kęty, Oświęcim i Zator, gmina Chełmek, Kęty, gmina Osiek, gmina Oświęcim, gmina Przeciszów et gmina Zator;
- Wadowice – (Andrychów, Kalwaria Zebrzydowska, Maków Podhalański, Sucha Beskidzka i Wadowice, gmina Andrychów, Brzeźnica, Budzów, Kalwaria Zebrzydowska, gmina Lanckorona, gmina Mucharz, gmina Spytkowice, gmina Stryszawa, gmina Stryszów, gmina Tomice, gmina Wadowice, gmina Wieprz, gmina Zawoja et gmina Zembrzyce)
- Żywiec – (Żywiec, gmina Czernichów, gmina Gilowice-Ślemień, gmina Jeleśnia, gmina Koszarawa, gmina Lipowa, gmina Łodygowice, gmina Milówka, gmina Radziechowy-Wieprz, gmina Rajcza, gmina Świnna, gmina Ujsoły et gmina Węgierska Górka).

## Évolution démographique
| année | population |
| ----- | ---------- |
| 1975  | 779 300    |
| 1980  | 829 900    |
| 1985  | 873 600    |
| 1990  | 900 300    |
| 1995  | 918 600    |
| 1998  | 927 500    |